# Caripraea mendaciaria
Caripraea mendaciaria là một loài bướm đêm trong họ Geometridae.